# Diocèse de Huajuapan de León
Le diocèse de Huajuapan de León (en latin : en latin : Dioecesis Huaiuapanensis ; en espagnol : Diócesis de Huajuapan de León) est un diocèse de l'Église catholique du Mexique, suffragant de l'archidiocèse de Puebla de los Ángeles.

## Territoire

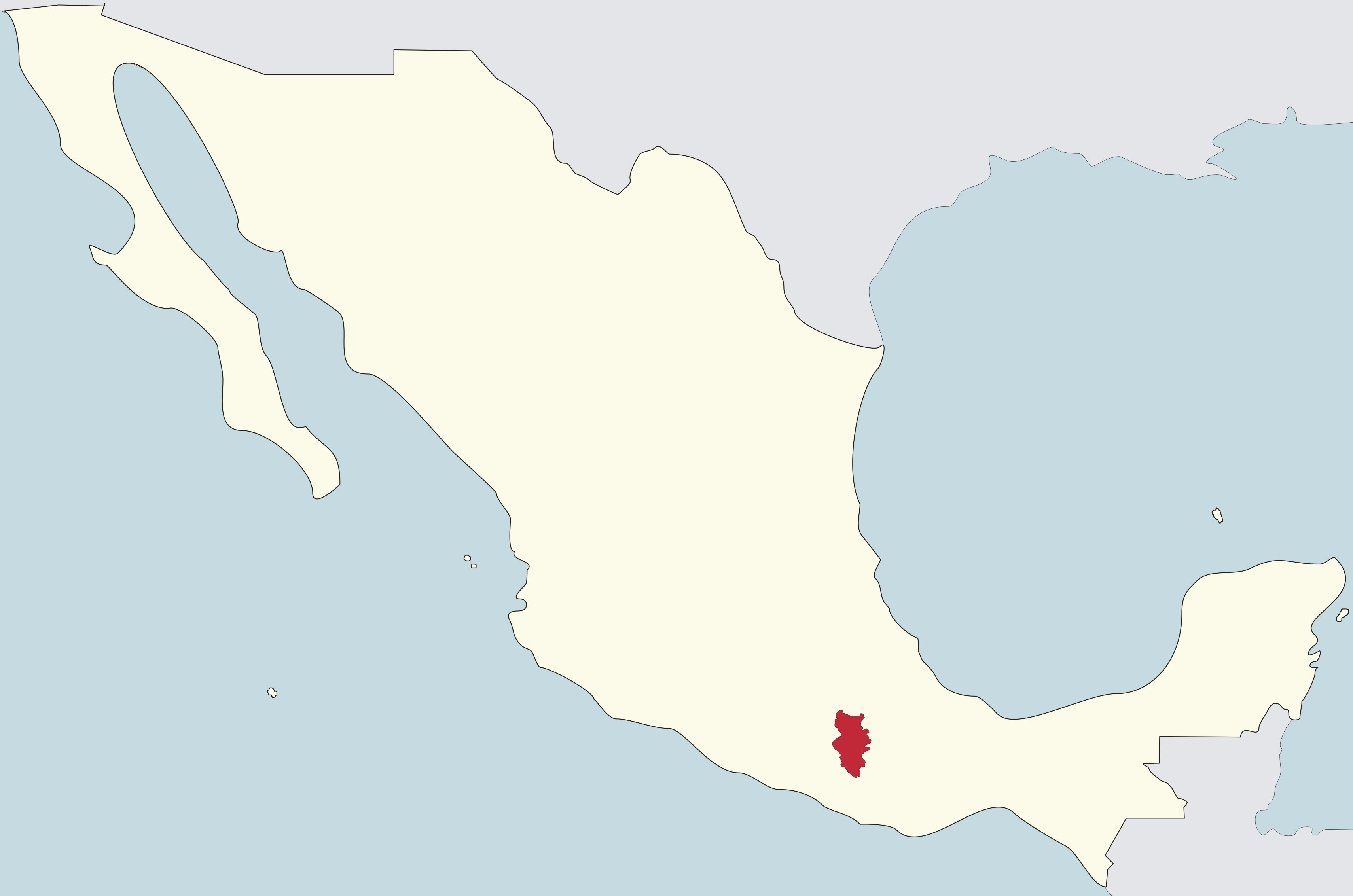
Diocèse de Huajuapan de León en rouge sur la carte du Mexique

Il comprend 76 municipalités de l'État d'Oaxaca et 17 municipalités de l'État de Puebla ce qui représente un territoire d'une superficie de 26 000 km2 divisé en 76 paroisses.
Le siège épiscopal est dans la ville de Huajuapan de León où se trouve la cathédrale Notre-Dame-de-Guadalupe (es).

## Historique
Le diocèse de Mixtecas est érigé le 25 avril 1902 par la lettre apostolique Apostolica Sedes du pape Léon XIII en prenant une partie du territoire de l'archidiocèse d'Antequera et du diocèse de Tlaxcala (aujourd'hui archidiocèse de Puebla de los Ángeles).
Directement soumis au Saint-Siège lors de sa création, il intègre la province ecclésiastique de l'archidiocèse de Puebla de los Ángeles le 11 août 1903 par la lettre apostolique Praedecessoris Nostri du pape Pie X.
Il prend son nom actuel le 13 novembre 1903 en vertu du décret Litteris apostolicis de la congrégation pour les évêques.

## Évêques
- Rafael Amador y Hernández (27 mars 1903 - 3 juin 1923)
- Luis María Altamirano y Bulnes (3 août 1923 - 13 mars 1933), nommé évêque de Tulancingo
- Jenaro Méndez del Río (17 mars 1933 - 13 mars 1952)
- Celestino Fernández y Fernández (12 mai 1952 - 25 juillet 1967)
- José López Lara (11 décembre 1967 - 28 juillet 1981), nommé évêque de San Juan de los Lagos
- José de Jesús Aguilera Rodríguez (11 juin 1982 - 8 mars 1991)
- Felipe Padilla Cardona (15 février 1992 - 26 août 1996), nommé évêque coadjuteur de Tehuantepec
  - Sede vacante (1996-2000)
- Teodoro Enrique Pino Miranda (2 décembre 2000 - 2 juillet 2020)
- Miguel Ángel Castro Muñoz, depuis le 27 mars 2021